# Прібою (Джурджу)
Прібою (рум. Priboiu) — село у повіті Джурджу в Румунії. Входить до складу комуни Креведія-Маре.
Село розташоване на відстані 40 км на захід від Бухареста, 68 км на північний захід від Джурджу, 141 км на схід від Крайови, 134 км на південь від Брашова.

## Населення
За даними перепису населення 2002 року у селі проживали 162 особи, усі — румуни. Усі жителі села рідною мовою назвали румунську.